# Дхурадеві
Дхрурадеві була королевою імператора Гупти Чандрагупта II (380–415), що правив у сучасній північній Індії. Вона була матір'ю його наступника Кумарагупта I, і, ймовірно, була так само, як Дхрува-сваміні, яка згадується як цариця Чандрагупти і мати князя Говіндагупта в надписі з глиняної печатки.
Згідно санскритської п'єси Деві-Чандрагуптам, яка тепер частково втрачена, Дхрувадеві спочатку була королевою старшого брата Чандагупти Рамагупта, який вирішив віддати її ворогу Шака після того, як був обложений. Чандрагупта увійшов у ворожий табір, замаскований під королеву, і убив ворога. Реконструкція п'єси, заснована на інших літературних і епіграфічних свідченнях, свідчить про те, що Чандрагупта згодом убив Рамагупту і одружився з Дхрува-деві. Історичність цього оповідання обговорюється серед сучасних істориків, а деякі вчені відкидають його як художню літературу.

## У записах Гупта
Слово «Дхрува» буквально означає незмінний або постійний, і є санскритське ім'я для зірки полюса. Згідно з записами Гупта, Дхрува-деві була матір'ю наступника Чандрагупти Кумарагупта I. Глиняна печатка Басара Говіндагупти згадує Дхрува-сваміні як королеву Чандрагупти і матір Говіндагупти. Малоймовірно, що у Чандрагупти були дві різні королеви з подібними назвами: схоже, що Дхрувашваміні, ймовірно, було ще одне ім'я для Дхрувадеві, і що Говіндагупта був матовим братом Кумари.

## У «Деві-Чандрагуптам»
Згідно санскритській п'єсі «Деві-Чандрагуптам», яка тепер доступна тільки у вигляді деяких фрагментів, Дхрувадеві спочатку була королевою старшого брата Рамагупти Чандрагупти. Одного разу Рамагупта був обложений ворогом шаки, який вимагав Дхрува-деві як частину мирної угоди. Рамагупта погодився здатися ворогові Дхрува-деві, але Чандрагупта пішов у ворожий табір, замаскований під королеву, і убив ворога. Решта історії незрозуміла з збережених фрагментів, але на основі пізніших літературних і епіграфічних посилань її можна реконструювати таким чином: публічний образ Рамаґупти постраждав в результаті його рішення віддати дружину ворогу, а Чандрагупту — вважається героєм з боку суб'єктів. Рамагупта заздрював свого брата і намагався його переслідувати. Чандрагупта прикидав божевілля, щоб уникнути ворожнечі брата, але остаточно убив його, став новим королем і одружився з Дхрува-деві.
Історичність сюжету Деві-Чандрагуптама сумнівалася у деяких сучасних істориків. Наприклад, за даними історика Dineshchandra Sircar, єдиними історичними фактами в п'єсі є те, що Дхруведі була королевою Чандрагупта і що Шакас володіли владою в західній Індії: все інше є власною фантазією автора або "деякими сучасними популярними легендами, прикрашеними його.
Декілька пізніших текстів і написів натякають на події, описані в п'єсі, але ці джерела можуть базуватися на самій п'єсі, і, таким чином, не можна остаточно вважати доказом, що підтверджує історичність п'єси. Чандрагупта і Дхруваведі, як відомо, історичні особи, і існування Рамагупти також вважається доведеним відкриттям деяких написів і монет, приписаних йому. Однак це не обов'язково підтверджує історичність подій, описаних у Девічандрагуптам.